# Ярлангаб
Ярлангаб (Ярланган І) — цар (або обраний отаман) кутіїв, правив 3 роки в Шумері у 2144-2141 до н. е. (2085-2082 до н. е. за іншими даними).